# صرصور سباعي الترقيط
صرصور سباعي الترقيط أو صرصور الصحراء أو صرصور الدومينو الهندي (الاسم العلمي Therea petiveriana)، نوع من الصرصوريات الشفقية (الحيوانات التي تنشط بعد غروب الشمس)، توجد في جنوب الهند. موائله الغابات الشجرية حيث يمكنه أن يختبئ تحت فضلات الأوراق أو التربة الرخوة خلال حرارة النهار.